# RuPaul's Drag Race UK (terza edizione)
La terza edizione di RuPaul's Drag Race UK è andata in onda sulla piattaforma streaming BBC iPlayer a partire dal 23 settembre al 25 novembre 2021.
La stagione è stata confermata nel novembre 2020, durante la trasmissione dell'edizione precedente, ed è stata successivamente registrata a marzo 2021 nella città di Manchester. In questa edizione, inoltre, ha visto il ritorno di una concorrente proveniente della seconda edizione, Veronica Green, che aveva dovuto abbandonare il programma dopo essere risultata positiva al virus COVID-19.
Krystal Versace, vincitrice dell'edizione, ricevette come premio una corona e uno scettro di Fierce Drag Jewels ed una propria web-serie sulla piattaforma streaming WOW Presents.
Vanity Milan e Victoria Scone prenderanno parte alla prima edizione di Canada's Drag Race: Canada vs the World, mentre Choriza May parteciperà alla seconda edizione di RuPaul's Drag Race: UK vs the World.

## Concorrenti
Le dodici concorrenti che hanno preso parte al reality show sono state:
| Concorrente       | Vero nome           | Età | Città                    | Posizionamento |
| ----------------- | ------------------- | --- | ------------------------ | -------------- |
| Krystal Versace   | Luke Fenn           | 19  | Kent – Inghilterra       | Vincitrice     |
| Ella Vaday        | Nicholas Collier    | 32  | Dagenham – Inghilterra   | Finaliste      |
| Kitty Scott-Claus | Louis Westwood      | 29  | Birmingham – Inghilterra | Finaliste      |
| Vanity Milan      | Christopher Adamson | 29  | Londra – Inghilterra     | 4º posto       |
| Scarlett Harlett  | Harry Luke Mulvany  | 26  | Londra – Inghilterra     | 5º posto       |
| Choriza May       | Adrian Martin       | 30  | Newcastle – Inghilterra  | 6º/7º posto    |
| River Medway      | Dexter Clift        | 22  | Medway – Inghilterra     | 6º/7º posto    |
| Charity Kase      | Harry Whitfiel      | 24  | Lancashire – Inghilterra | 8º posto       |
| Veronica Green    | Kevin Max Grogan    | 35  | Rochdale – Inghilterra   | 9º posto       |
| Victoria Scone    | Emily Diapre        | 27  | Cardiff – Galles         | 10º posto      |
| Elektra Fence     | Julian Riley        | 29  | Burnley – Inghilterra    | 11º posto      |
| Anubis            | Charli Monét Finch  | 19  | Brighton – Inghilterra   | 12º posto      |

## Tabella eliminazioni
| 1  | Krystal  | Krystal  | Scarlett | Choriza  | Ella     | Ella     | Kitty    | Ella    | Ella    | Krystal Versace   |
| 2  | Victoria | Kitty    | Ella     | Ella     | Kitty    | Kitty    | Ella     | Kitty   | Kitty   | Ella Vaday        |
| 3  | Scarlett | Veronica | Krystal  | River    | Choriza  | Scarlett | Krystal  | Vanity  | Krystal | Kitty Scott-Claus |
| 4  | Kitty    | Choriza  | Kitty    | Vanity   | Krystal  | Vanity   | Vanity   | Krystal | Vanity  |                   |
| 5  | Ella     | River    | River    | Krystal  | River    | Krystal  | Scarlett |         |         |                   |
| 6  | Veronica | Ella     | Charity  | Kitty    | Vanity   | Choriza  |          |         |         |                   |
| 7  | Vanity   | Scarlett | Choriza  | Charity  | Scarlett | River    |          |         |         |                   |
| 8  | Choriza  | Victoria | Vanity   | Scarlett | Charity  |          |          |         |         |                   |
| 9  | Charity  | Charity  | Veronica |          |          |          |          |         |         |                   |
| 10 | River    | Vanity   | Victoria |          |          |          |          |         |         |                   |
| 11 | Elektra  | Elektra  |          |          |          |          |          |         |         |                   |
| 12 | Anubis   |          |          |          |          |          |          |         |         |                   |

     La concorrente ha vinto la gara
     La concorrente è arrivata in finale ma non ha vinto la gara
     La concorrente è arrivata in finale, ma è stato eliminata
     La concorrente ha vinto la puntata
     La concorrente figura tra le prime, si è esibita in playback ma ha perso
     La concorrente figura tra le prime ma non ha vinto la puntata
     La concorrente è salva e accede alla puntata successiva (l'ordine di chiamata è casuale)
     La concorrente figura tra le ultime ma non è a rischio eliminazione
     La concorrente figura tra le ultime ed è a rischio eliminazione
     La concorrente è stata eliminata
     La concorrente ha dovuto abbandonare la competizione per motivi medici.

## Giudici
- RuPaul
- Michelle Visage
- Alan Carr
- Graham Norton

### Giudici ospiti
- Alesha Dixon
- Emma Bunton
- Kathy Burke
- Leigh-Anne Pinnock
- Lulu
- Matt Lucas
- Nicola Coughlan
- Oti Mabuse
- Russell Tovey

## Special Guest
In quest'edizione ci sono stati dei cameo celebrities, molti di quali concorrenti nelle passate edizioni di RuPaul's Drag Race, che però non sono stati giudici durante la puntata:
- Raven
- Steps
- Judi Love
- Nadine Coyle
- Charity Shop Sue
- Jay Revell

## Riassunto episodi

### Episodio 1 -Royalty Favourite Things
Il primo episodio della terza edizione britannica si apre con le concorrenti che entrano nell'atelier. La prima a entrare è Veronica Green, l'ultima è Charity Kase. RuPaul fa il suo ingresso annunciando l'inizio di una nuova edizione, dando il benvenuto alle concorrenti e un bentornato a Veronica Green.
- La mini sfida: le concorrenti giocano al Ru's Dirty Charade, ovvero il gioco della sciarada ma con battute sconce. Le concorrenti vengono divise in tre gruppi da quattro. Il primo quartetto è composto da Kitty, Ella, Choriza e Scarlett, il secondo da River, Vanity, Elektra e Veronia ed, infine, l'ultimo gruppo è composto da Anubis, Charity, Krystal e Victoria. Non viene dichiarata nessuna vincitrice, poiché l'esito della mini sfida sarà sommato a quello della sfida principale.
- La sfida principale: RuPaul annuncia che le concorrenti, devono presentare due outfit da sfoggiare sulla passerella. Il primo outfit deve essere ispirato dalla città d'origine delle concorrenti, mentre il secondo devono indossare un look ispirato alla loro più grande passione.

| Concorrente       | Passione            |
| ----------------- | ------------------- |
| Anubis            | Creature marine     |
| Charity Kase      | Freak show          |
| Choriza May       | Arte                |
| Elektra Fence     | Compleanno          |
| Ella Vaday        | Bandiera arcobaleno |
| Kitty Scott-Claus | ABBA                |
| Krystal Versace   | Gatti               |
| River Medway      | Musica              |
| Scarlett Harlett  | Musica              |
| Vanity Milan      | Estonia             |
| Veronica Green    | Videogiochi         |
| Victoria Scone    | L'ora del thè       |

Giudice ospite della puntata è Matt Lucas. RuPaul dichiara Kitty, Ella, Veronica, Vanity, Choriza e Charity salve, e lascia le altre concorrenti sul palco per le critiche. Prima di annunciare l'esito delle critiche, RuPaul comunica che per la prima volta nella storia dello show, sia le due concorrenti migliori sia le peggiori si sarebbero sfidate al playback, per determinare rispettivamente la migliore della puntata e l'eliminazione. Anubis e Elektra Fence sono le peggiori mentre Victoria Scone e Krystal Versace sono le migliori della sfida.
- Il playback della vittoria: Victoria Scone e Krystal Versace vengono chiamate a esibirsi con la canzone Total Eclipse of the Heart di Bonnie Tyler. Krystal Versace viene dichiarata vincitrice del playback e viene proclamata anche la migliore della puntata.
- L'eliminazione: Anubis e Elektra Fence vengono chiamate ad esibirsi con la canzone Sweet Melody delle Little Mix. Elektra Fence si salva, mentre Anubis viene eliminata dalla competizione.

### Episodio 2 -Dragoton
Il secondo episodio si apre con le concorrenti che rientrano nell'atelier dopo l'eliminazione di Anubis, con Elektra grata per aver ricevuto una seconda possibilità per mostrare ai giudici tutte le sue qualità. Successivamente le concorrenti si congratulano con Krystal per la sua esibizione e per la vittoria, mentre si viene a scoprire che Victoria ha subito un infortunio al ginocchio.
- La mini sfida: la vincitrice dalla puntata precedente, Krystal Versace viene chiamata ad assegnare alle concorrenti avversarie le seguenti categorie: Star Buy: The Biggest Competition, Bargain Bin: The Trashiest Taste, Hot Deal: The Trade of the Season, Out of Date: The Total Unrelevant Queen e BOGOF: Next Eliminated Queen. Le concorrenti "premiate" sono state rispettivamente Victoria Scone, River Medway, Ella Vaday, Veronica Green ed Elektra Fence.
- La sfida principale: le concorrenti, divise in squadre, devono esibirsi in uno spettacolo di fitness sul palcoscenico principale davanti ai giudici chiamato Dragroton. Il primo team è composto da Choriza, Vanity ed Elektra, il secondo da Krystal, River, Veronica e Kitty ed, infine, l'ultimo gruppo è formato da Charity, Victoria, Scarlett ed Ella. Ogni gruppo dovrà esibirsi in una coreografia differente: il primo team si esibirà in Ride or Die dedicato allo spinning, il secondo in Ball Busters con l'ausilio di palle da ginnastica  ed infine l'ultimo gruppo si esibirà con Babycizers dedicata alla ginnastica prémaman. Le concorrenti raggiungono il palcoscenico principale, dove ad attenderle c'è Oti Mabuse, con la quale organizzano la coreografia per spettacolo. Il gruppo di Choriza, Vanity ed Elektra ha difficoltà con i passi sincronizzati mentre Victoria, a causa dell'infortunio al ginocchio, ha serie difficoltà a restare in piedi per troppo tempo.

Giudice ospite della puntata è Oti Mabuse. Il tema della sfilata di questa puntata è Red Carpert Show-Stoppers, dove le concorrenti devono sfoggiare un abito perfetto per una sera sul tappeto rosso. RuPaul dichiara Choriza, River, Ella, Scarlett e Victoria salve, e lascia le altre concorrenti sul palco per le critiche. Vanity Milan e Elektra Fence sono le peggiori mentre Krystal Versace è la migliore della puntata.
- L'eliminazione: Vanity Milan e Elektra Fence vengono chiamate ad esibirsi con la canzone Moving On Up dei M People. Vanity Milan si salva, mentre Elektra Fence viene eliminata dalla competizione.

Poco dopo l'eliminazione RuPaul richiama sul palcoscenico Victoria Scone annunciando che, a causa dell'infortunio, dovrà avere un consulto con il dottore per valutare se potrà continuare nella competizione o meno.

### Episodio 3 -Great Outdoors
Il terzo episodio si apre con le concorrenti che rientrano nell'atelier dopo l'eliminazione di Elektra, con Victoria sconvolta dal richiamo fatto da RuPaul, poiché lei vuole continuare nella competizione nonostante sia consapevole della sua situazione medica. Intanto Scarlett ammette che, secondo lei, Charity doveva essere tra i peggiori dato che non è riuscita a stare al passo con il suo team durante la coreografia. Il giorno successivo, nell'atelier, RuPaul fa il suo ingresso annunciando il ritiro di Victoria Scone, dopo aver ricevuto notizie riguardante il consulto medico.
- La mini sfida: le concorrenti devono vestirsi da uomini virili, e successivamente, devono presentare una descrizione del loro personaggio per l'app per incontri FINDHR, parodia delle applicazioni per incontri come Tinder e Grindr. La vincitrice della mini sfida è Scarlett Harlett.
- La sfida principale: le concorrenti devono presentare due look differenti a tema campeggio; di cui uno dovrà essere cucito e assemblato a mano. Le categorie sono:
  - Happy Campers in the Great Outdoors: un look perfetto per una giornata in campeggio;
  - Campfire Couture: un look realizzato in giornata con oggetti e cianfrusaglie che si possono trovare in campeggio come tende e sacchi a pelo.

Avendo vinto la mini sfida, Scarlett ha possibilità di scegliere per prima i materiali da utilizzare per la sfida. Quando RuPaul ritorna nell'atelier, insieme a lui c'è Raven, concorrente della seconda edizione statunitense e della prima edizione All Stars, per dare consigli su come eccellere in una sfida di moda.
Giudice ospite della puntata è Nicola Coughlan. RuPaul dichiara Kitty, River e Charity salve, e lascia le altre concorrenti sul palco per le critiche. Vanity Milan e Veronica Green sono le peggiori mentre Scarlett Harlett è la migliore della puntata.
- L'eliminazione: Vanity Milan e Veronica Green vengono chiamate ad esibirsi con la canzone I've Got the Music in Me di Kiki Dee. Vanity Milan si salva, mentre Veronica Green viene eliminata dalla competizione.

### Episodio 4 -Big Drag Energy
Il quarto episodio si apre con le concorrenti che rientrano nell'atelier dopo l'eliminazione di Veronica, che si congratulano con Vanity per la sua spettacolare esibizione, mentre si discute anche sul grande aiuto che Veronica ha offerto a tutte le concorrenti durante la sfida precedente.
- La sfida principale: le concorrenti vengono divise in due gruppi e devono scrivere, produrre e coreografare un numero da girl group. Scarlett Harlett e Vanity Milan, rispettivamente la concorrente migliore e la concorrente vincitrice del playback della puntata precedente, saranno i capitani e potranno scegliere i membri del proprio gruppo. Scarlett sceglie per il suo gruppo Kitty, Charity ed Krystal mentre Vanity sceglie Ella, River e Choriza, poiché l'ultima rimasta. Scarlett Harlett inoltre, avrà la possibilità si scegliere il remix del brano per il suo gruppo, tra Upbeat Top Pop e Midtempo Power Bottom. Una volta scritto il pezzo, le concorrenti vengono raggiunte dagli Steps e Ian Masterson che aiuteranno nella registrazione dei brani e nella realizzazione della coreografia. Durante le registrazioni delle tracce Scarlett e Charity hanno avuto dei problemi nel rendere le loro strofe accattivanti mentre Kitty ed Vanity hanno ricevuto complimenti per le loro armonie. Successivamente ogni gruppo raggiunge il palco principale per organizzare la coreografia, il gruppo di Scarlett ha avuto problemi sull'organizzazione della coreografia, mentre il gruppo di Vanity è molto preparato per l'esibizione.

| Concorrenti       | Nome girl group | Brano della performance                                  |
| ----------------- | --------------- | -------------------------------------------------------- |
| Charity Kase      | Slice Girls     | "B.D.E. (Big Drag Energy)" (Upbeat Top Pop Remix)        |
| Kitty Scott-Claus | Slice Girls     | "B.D.E. (Big Drag Energy)" (Upbeat Top Pop Remix)        |
| Krystal Versace   | Slice Girls     | "B.D.E. (Big Drag Energy)" (Upbeat Top Pop Remix)        |
| Scarlett Harlett  | Slice Girls     | "B.D.E. (Big Drag Energy)" (Upbeat Top Pop Remix)        |
| Choriza May       | Pick'n'Mix      | "B.D.E. (Big Drag Energy)" (Midtempo Power Bottom Remix) |
| Ella Vaday        | Pick'n'Mix      | "B.D.E. (Big Drag Energy)" (Midtempo Power Bottom Remix) |
| River Medway      | Pick'n'Mix      | "B.D.E. (Big Drag Energy)" (Midtempo Power Bottom Remix) |
| Vanity Milan      | Pick'n'Mix      | "B.D.E. (Big Drag Energy)" (Midtempo Power Bottom Remix) |

Giudice ospite della puntata è Emma Bunton. Il tema della sfilata di questa puntata è Nights of 1000 Spice Girls, dove le concorrenti devono sfoggiare un abito ispirato da un membro delle Spice Girls. Dopo la sfilata e le critiche dei giudici, RuPaul dichiara che il team composto da Choriza May, Ella Vaday, River Medway e Vanity Milan è il migliore della puntata, mentre Charity Kase e Scarlett Harlett vengono dichiarate le peggiori.
- L'eliminazione: Charity Kase e Scarlett Harlett vengono chiamate ad esibirsi con la canzone Who Do You Think You Are delle Spice Girls. Dopo un'esibizione fantastica da parte di entrambe, RuPaul annuncia che sia Charity sia Scarlett sono salve e che nessuna verrà eliminata.

### Episodio 5 -Draglexa
Il quinto episodio si apre con le concorrenti che rientrano nell'atelier dopo la mancata eliminazione, con Charity e Scarlett grate di avere ancora una possibilità per dimostrare le loro qualità. Inoltre si discute di come Charity e Kitty siano le uniche concorrenti rimaste in gara a non aver ottenuto ancora una vittoria.
- La mini sfida: le concorrenti, divise in coppie, prendono parte ad un'esposizione canina dove una dovrà interpretare la parte del cane mentre l'altra la parte della padrona. Le coppie sono composte da Choriza e River, Kitty e Charity, Krystal e Scarlett e, infine, Ella e Vanity. Le vincitrici della mini sfida sono Scarlett Harlett e Krystal Versace.
- La sfida principale: le concorrenti, divise in due squadre, devono ideare, realizzare e produrre uno spot commerciale per promuovere il nuovo assistente personale intelligente Draglexa, parodia dell'assistente virtuale Amazon Alexa. Avendo vinto la mini sfida, Scarlett e Krystal saranno i capitani e potranno scegliere i membri del proprio gruppo. Scarlett sceglie per il suo gruppo Kitty, Choriza ed Ella mentre Krystal sceglie River, Vanity e Charity, poiché l'ultima rimasta. Dopo aver scritto il copione, le concorrenti raggiungono Michelle Visage, che aiuterà a produrre gli spot nel ruolo di registra. Durante la registrazione degli spot entrambi i gruppi hanno avuto molte difficoltà con l'organizzazione generale.

Giudice ospite della puntata è Leigh-Anne Pinnock. Il tema della sfilata di questa puntata è Ex-Penny Henny, dove le concorrenti devono sfoggiare un abito tempestato di diamanti. Dopo aver visionato entrambi gli spot, RuPaul non si ritiene soddisfatto del lavoro svolto dalle concorrenti, pertanto dichiara che nessuna verrà dichiarata la migliore della puntata e che tutte sono a rischio eliminazione. Durante i giudizi viene chiesto alle concorrenti, chi secondo loro merita di essere eliminata. Dopo le critiche dei giudici, RuPaul dichiara Scarlett Harlett e Charity Kase le peggiori della puntata.
- L'eliminazione: Scarlett Harlett e Charity Kase vengono chiamate ad esibirsi con la canzone Big Spender di Shirley Bassey. Scarlett Harlett si salva, mentre Charity Kase viene eliminata dalla competizione.

### Episodio 6 -Snatch Game
Il sesto episodio si apre con le concorrenti che rientrano nell'atelier dopo l'eliminazione di Charity, con Scarlett dispiaciuta di aver mandato a casa una sua amica, ma si ritiene comunque sodisfatta per avere un'altra possibilità, mentre le concorrenti discutono sull'atteggiamento che ha avuto Scarlett durante l'ultimo Untucked.
- La mini sfida: le concorrenti devono "leggersi" a vicenda, ovvero dire qualcosa di cattivo ma facendolo in modo scherzoso. La vincitrice della mini sfida è Choriza May.
- La sfida principale: le concorrenti prendono parte alla sfida più attesa in ogni edizione dello show, lo Snatch Game. Nadine Coyle e Judi Love sono le concorrenti del gioco. Le concorrenti devono scegliere una celebrità e impersonarla per l'intero gioco, con lo scopo di essere il più divertenti possibili. RuPaul ritorna nell'atelier per vedere quali personaggi sono stati scelti, inoltre, aiuta le concorrenti con vari consigli per dare il meglio nel gioco. Le celebrità scelte dai concorrenti sono state:

| Concorrente       | Celebrità impersonata |
| ----------------- | --------------------- |
| Choriza May       | Margarita Pracatan    |
| Ella Vaday        | Nigella Lawson        |
| Kitty Scott-Claus | Gemma Collins         |
| Krystal Versace   | Selina Mosinski       |
| River Medway      | Amy Childs            |
| Scarlett Harlett  | Macaulay Culkin       |
| Vanity Milan      | Jocelyn Jee Esien     |

Giudice ospite della puntata è Lulu. Il tema della sfilata di questa puntata è Feeling Fruity, dove le concorrenti devono sfoggiare un abito ispirato ad un frutto. Dopo la sfilata e le critiche dei giudici, RuPaul dichiara Choriza May e River Medway le peggiori mentre Ella Vaday è la migliore della puntata.
- L'eliminazione:  Choriza May e River Medway vengono chiamate a esibirsi con la canzone Shout di Lulu & The Luvvers. Dopo l'esibizione, RuPaul non si ritiene soddisfatto della performance di entrambe, pertanto annuncia che sia Choriza May che River Medway vengono eliminate dalla competizione.

### Episodio 7 -Miss Fugly Beauty Pageant
Il settimo episodio si apre con le concorrenti che rientrano nell'atelier dopo la doppia eliminazione di Choriza e River, con le concorrenti ancora sconvolte dalla scelta di RuPaul. Intanto Kitty è molto amareggiata poiché è l'unica concorrente rimasta in gara a non avere ottenuto ancora una vittoria, mentre Vanity è preoccupata per il suo percorso in costante discesa.
- La sfida principale: le concorrenti partecipano al Miss Fugly Beauty Pageant, dove realizzeranno e presenteranno tre look differenti con i vari temi che verranno annunciati poco prima delle relative sfilate. Le categorie sono:
  - Fugly Swimwear: un look che comprenda un costume da bagno, da realizzare in 69 minuti;
  - Charity Shop Chic: un look che comprenda almeno cinque elementi ed accessori provenienti dal negozio di Charity Shop Sue, da realizzare in 60 minuti;
  - Fugly But Fashion: un look che sia d'alta moda ma, allo stesso tempo, di pessimo gusto, da realizzare in 30 minuti.

Giudice ospite della puntata è Alesha Dixon. Durante i giudizi viene chiesto alle concorrenti, chi secondo loro ha realizzato il miglior look della sfilata. Dopo la sfilata e le critiche dei giudici, RuPaul dichiara Vanity Milan e Scarlett Harlett le peggiori mentre Kitty Scott-Claus è la migliore della puntata.
- L'eliminazione: Vanity Milan e Scarlett Harlett vengono chiamate ad esibirsi con la canzone Scandalous delle Mis-Teeq. Vanity Milan si salva, mentre Scarlett Harlett viene eliminata dalla competizione.

### Episodio 8 -Bra Wars
L'ottavo episodio si apre con le concorrenti che rientrano dopo l'eliminazione di Scarlett e si complimentano con Kitty per la sua prima vittoria. Intanto si discute su chi potrebbe essere la prossima eliminata e molte fanno il nome di Vanity, quest'ultima ne è infastidita poiché ritiene di aver dimostrato che, nonostante sia stata tra i peggiori più di una volta, sia una avversaria temibile durante i playback.
- La sfida principale: le concorrenti devono recitare nel film sci-fi Bra Wars - The Fempire Claps Back, parodia del film L'Impero colpisce ancora del franchise Star Wars. Avendo vinto la puntata precedente, Kitty avrà il compito di assegnare i vari ruoli della sfida. Durante l'assegnazione dei copioni molte concorrenti hanno delle preferenze sui vari ruoli da fare, come ad esempio Krystal e Vanity per la parte di Baby Yolo, ma alla fine Kitty decide di basarsi sulle abilità di ognuna, assegnando la parte a Vanity. Dopo l'assegnazione dei copioni, le concorrenti raggiungono Michelle Visage che aiuterà a produrre il film nel ruolo di registra.

| Concorrente       | Personaggio interpretato |
| ----------------- | ------------------------ |
| Ella Vaday        | Daft Shader              |
| Kitty Scott-Claus | Brabarella               |
| Krystal Versace   | She-3PHO                 |
| Vanity Milan      | Baby Yolo                |

Giudice ospite della puntata Russell Tovey. Il tema della sfilata di questa puntata è Scene Stealers, dove le concorrenti devono sfoggiare un abito ispirato da un personaggio cinematografico. Dopo la sfilata e le critiche dei giudici, RuPaul dichiara che Ella Vaday e Kitty Scott-Claus sono state le concorrenti migliori della sfida, mentre le altre vengono dichiarate salve. Inoltre viene spiegato che le migliori si sfideranno al playback per decretare la migliore della puntata.
- Il playback della vittoria: Ella Vaday e Kitty Scott-Claus vengono chiamate a esibirsi con la canzone Something New delle Girls Aloud. Dopo un'esibizione fantastica da parte di entrambe, RuPaul annuncia che sia Ella sia Kitty vengono dichiarate vincitrici del playback e vengono proclamate entrambe migliori della puntata.

### Episodio 9 -The Pearly Gates Roast
Il nono episodio si apre con le concorrenti che rientrano nell'atelier dopo il lip sync, ancora scosse dal corso degli eventi. Successivamente fanno il calcolo delle vittorie di tutti, e molte si chiedono chi riuscirà ad accedere alla finale e chi sarà eliminata durante la semifinale.
- La sfida principale: le concorrenti prendono parte al RuPaul's Roast, dove dovranno "leggere" i giudici e tutte le concorrenti precedentemente eliminate. Essendo la concorrente con più vittorie, Ella decide l'ordine di esibizione che è: Krystal, Ella, Vanity ed infine Kitty. Ella afferma che queste scelte sono puramente strategiche, poiché ormai sono alla fasi finali del programma. Durante l'Untucked, le concorrenti ricevono dei video-messaggio d'incoraggiamento da parte dei propri cari.

Giudice ospite della puntata è Kathy Burke. Il tema della sfilata di questa puntata è Oh My Goddess, dove le concorrenti devono sfoggiare un abito dorato con sembianze divine. Dopo la sfilata e le critiche dei giudici, RuPaul dichiara Krystal Versace e Vanity Milan le peggiori della puntata, mentre Ella Vaday è la migliore della puntata ed accede alla finale, Kitty Scott-Claus si salva ed accede alla finale.
- L'eliminazione: Krystal Versace e Vanity Milan vengono chiamate a esibirsi con la canzone Hallucinate di Dua Lipa. Krystal Versace si salva e accede alla finale, mentre Vanity Milan viene eliminata dalla competizione.

### Episodio 10 -Grand Finale
Il decimo ed ultimo episodio di quest'edizione si apre con le concorrenti che ritornano nell'atelier dopo l'annuncio delle finaliste, dove si discute su chi riuscirà a vincere quest'edizione e su chi sarà proclamata la prossima Drag Superstar britannica.
Per l'ultima prova, prima di incoronare la vincitrice di quest'edizione, le concorrenti devono comporre un pezzo, cantare ed esibirsi sulla canzone di RuPaul, Hey Sis, It's Christmas e, successivamente, dovranno prendere parte ad un podcast con RuPaul e Michelle Visage.
Per la coreografia, le concorrenti hanno come istruttore Jay Revell. Durante la prova per la coreografia, Krystal ha avuto dei problemi con i passi della coreografia di gruppo, mentre Kitty ha problemi con la coreografia da solista. Nel frattempo uno ad uno le concorrenti prendono parte al podcast, dove RuPaul e Michelle Visage fanno domande sulla loro esperienza in questa edizione di RuPaul's Drag Race UK.
I giudici della puntata sono: RuPaul, Michelle Visage, Alan Carr e Graham Norton. Il tema della sfilata è Final Three Eleganza Extravaganza, dove le concorrenti devono sfilare con il loro abito migliore.
Dopo le critiche, le finaliste tornano nell'atelier dove ad aspettarle ci sono tutte le concorrenti dell'edizione, dove discutono dell'esperienza vissuta nello show. Prima di comunicare il giudizio, tutte le concorrenti sfilano sulla passerella con il loro Final Three Eleganza Extravaganza per un'ultima volta. Dopo l'ultima sfilata, RuPaul comunica che tutte le finaliste hanno rubato la scena e che si affronteranno insieme per la sfida finale. Ella Vaday, Kitty Scott-Claus e Krystal Versace si esibiscono in playback sulla canzone You Don't Own Me di Dusty Springfield. Dopo l'esibizione, RuPaul dichiara Krystal Versace vincitrice della terza edizione di RuPaul's Drag Race UK.